# Eparquía de Thamarasserry
La eparquía de Thamarasserry o de Thamarassery (en latín: Eparchia Thamarasserrensis y en inglés: Syro-Malabar Catholic Eparchy of Thamarasserry) es una circunscripción eclesiástica de la Iglesia católica en India. Se trata de una eparquía siro-malabar, sufragánea de la archieparquía de Tellicherry. Desde el 15 de enero de 2010 su eparca es Remigius Maria Paul Inchananiyil.

## Territorio y organización
La eparquía tiene 5893 km² y extiende su jurisdicción sobre los fieles católicos de siro-malabares residentes en el estado de Kerala en los distritos de Kozhikode y Malappuram. 
La sede de la eparquía se encuentra en la ciudad de Thamarassery (o Thamarasserry y antes Thazhmalachery), en donde se halla la Catedral de María Matha.
En 2020 en la eparquía existían 129 parroquias.

## Historia
La eparquía de Thamarasserry fue erigida el 28 de abril de 1986 con la bula Constat non modo del papa Juan Pablo II, separando territorio de la eparquía de Tellicherry (hoy archieparquía).

Constat non modo Eparchiam Tellicherriensem late patere sed eius etiam fidelium numerum miro incremento nunc auctum iam esse necnon vel magis magisque augeri, quibus omnibus apte prospiciatur oportet. Audiendae igitur omnino videntur preces, quas Congregatio pro Ecclesiis Orientalibus, instante venerabili Episcopo Tellicherriensi eidemque rei favente venerabili Fratre Augustino Cacciavillan, Archiepiscopo titulo Amiternino atque Apostolico in India Pro-Nuntio, Nobis ipsa hodie ad hoc adhibuit, ut, certis quibusdam a memorata Eparchia plagis separatis, iisdem ibi nova constituatur Eparchia. Quapropter Ipsi, qui de universa Ecclesia assiduam pastoris curam agimus, vi et potestate Nostra Apostolica harumque Litterarum virtute ab Eparchia Tellicherriensi, quam diximus, regiones Calicutensem ac Malappuramensem distrahimus novamque ex iisdem Eparchiam condimus nomine Thamarasserrensem, ab urbe videlicet « Thamarasserry » nominandam, ubi et Sedes eparchialis et Ecclesia Cathedralis erit. Eadem autem Eparchia nunc constituta ipsi metropolitanae Ernakulamensi Ecclesiae suffraganea erit. Quod reliquum est, hac ipsa die aliarumque tamen Litterarum Nostrarum vi Episcopus etiam eligetur, qui primus novae praesit Eparchiae eamque regat rite. Quibus ita hic statutis, Apostolicas has Litteras nunc et in posterum tempus ratas esse volumus, quibuslibet rebus contrariis haud obstantibus.

La eparquía fue inaugurada el 3 de julio de 1986.
Originalmente era sufragánea de la archieparquía de Ernakulam (hoy archieparquía de Ernakulam-Angamaly). El 18 de mayo de 1995 entró a formar parte de la provincia eclesiástica de la archieparquía de Tellicherry.

## Estadísticas
Según el Anuario Pontificio 2021 la eparquía tenía a fines de 2020 un total de 148 920 fieles bautizados.
| Año                                                                             | Población            | Población | Población      | Sacerdotes | Sacerdotes    | Sacerdotes    | Bautizados por sacerdote | Diáconos permanentes | Religiosos | Religiosos | Parroquias |
| Año                                                                             | Bautizados católicos | Total     | % de católicos | Total      | Clero secular | Clero regular | Bautizados por sacerdote | Diáconos permanentes | Varones    | Mujeres    | Parroquias |
| ------------------------------------------------------------------------------- | -------------------- | --------- | -------------- | ---------- | ------------- | ------------- | ------------------------ | -------------------- | ---------- | ---------- | ---------- |
| 1990                                                                            | 104 965              | 4 736 000 | 2.2            | 125        | 74            | 51            | 839                      |                      | 153        | 550        | 96         |
| 1999                                                                            | 118 547              | 5 234 862 | 2.3            | 188        | 103           | 85            | 630                      |                      | 86         | 920        | 86         |
| 2000                                                                            | 119 015              | 5 244 265 | 2.3            | 195        | 109           | 86            | 610                      |                      | 157        | 960        | 87         |
| 2001                                                                            | 121 982              | 5 440 200 | 2.2            | 162        | 114           | 48            | 752                      |                      | 148        | 943        | 89         |
| 2002                                                                            | 122 512              | 5 520 230 | 2.2            | 204        | 120           | 84            | 600                      |                      | 154        | 1003       | 88         |
| 2003                                                                            | 133 874              | 5 998 734 | 2.2            | 194        | 125           | 69            | 690                      |                      | 148        | 841        | 126        |
| 2004                                                                            | 124 664              | 5 749 275 | 2.2            | 205        | 122           | 83            | 608                      |                      | 98         | 1109       | 127        |
| 2009                                                                            | 131 325              | 6 325 000 | 2.1            | 259        | 149           | 110           | 507                      |                      | 270        | 1337       | 128        |
| 2010                                                                            | 132 901              | 6 413 000 | 2.1            | 262        | 144           | 118           | 507                      |                      | 272        | 1363       | 129        |
| 2014                                                                            | 146 271              | 7 039 438 | 2.1            | 237        | 147           | 90            | 617                      |                      | 201        | 1449       | 126        |
| 2017                                                                            | 150 713              | 7 137 346 | 2.1            | 264        | 161           | 103           | 570                      |                      | 239        | 1530       | 123        |
| 2020                                                                            | 148 920              | 7 239 891 | 2.1            | 283        | 163           | 120           | 526                      |                      | 233        | 1687       | 129        |
| Fuente: Catholic-Hierarchy, que a su vez toma los datos del Anuario Pontificio. |                      |           |                |            |               |               |                          |                      |            |            |            |

## Episcopologio
- Sebastian Mankuzhikary † (28 de abril de 1986-11 de junio de 1994 falleció)
- Jacob Thoomkuzhy (18 de mayo de 1995-11 de noviembre de 1996 nombrado archieparca de Trichur)
- Paul Chittilapilly † (11 de noviembre de 1996-15 de enero de 2010 retirado)
- Remigius Maria Paul Inchananiyil, desde el 15 de enero de 2010